# Jean Colbach
Jean Colbach (Lima, 2 januari 1897 - Luxemburg (stad), 3 oktober 1957) was een Luxemburgse atleet. Hij nam deel aan de Olympische Zomerspelen van 1920.

## Belangrijkste resultaten

### Olympische Zomerspelen
| Jaar | Plaats    | Discipline | Onderdeel             | Resultaten                                                                           |
| ---- | --------- | ---------- | --------------------- | ------------------------------------------------------------------------------------ |
| 1920 | Antwerpen | Atletiek   | 100 m (m)             | eerste ronde: 5e (reeks 7)                                                           |
| 1920 | Antwerpen | Atletiek   | 400 m (m)             | eerste ronde: DNS                                                                    |
| 1920 | Antwerpen | Atletiek   | 4x100 m estafette (m) | eerste ronde: 2e (reeks 1) finale: 6esamen met: Paul Hammer Jean Proess Alex Servais |

### Persoonlijke records
| Onderdeel | Tijd    | Jaar |
| --------- | ------- | ---- |
| 100 m     | 11,0 s. | 1918 |

1. ↑  BnL Viewer. viewer.eluxemburgensia.lu. Geraadpleegd op 1 september 2024.